# Lenguas drávidas centrales
Las lenguas drávidas centrales,dravídicas centrales o lenguas kolami-parji son una rama propuesta para de las lenguas dravídicas formada por el kolami, el naiki, el ollari (gadaba) y el duruwa (parji).

## Comparación léxica
Los numerales en diferentes lenguas drávidas centrales:
| GLOSA | Kolami  | Ollari  | Duruwa  | PROTO- DRAV. CENT. | PROTO- DRAVÍDICO |
| ----- | ------- | ------- | ------- | ------------------ | ---------------- |
| '1'   | okkod   | okur    | okut̪    | *okut              | *oru-~ *ōr-      |
| '2'   | indiŋ   | iruvul  | iɾɖuk   | *iru-              | *iru-~ *īr-      |
| '3'   | muːndiŋ | muvur   | muːnɖuk | *muv-              | *muv-~ *mū-      |
| '4'   | naliŋ   | nalvur  | naːluk  | *nāl-              | *nāl             |
| '5'   | ayd     | aydu    | t͡ʃeɳɖuk | *cayNd-            | *cayN-           |
| '6'   | (sa)    | aːru    | t͡ʃe     | *cāru              | *caṛu-~ *cāṛ-    |
| '7'   | (saːt)  | eːɖu    | (t͡ʃaːt̪) | *ēɖu               | *er̤u-            |
| '8'   | (ɑːʈ)   | enimidi | (aːʈ)   | *eni-              | *eṭṭu~ *eṇ-      |
| '9'   | (nov)   | tommidi | (nʌu)   | *tom-              | *oṉ-pak-tu       |
| '10'  | (da)    | pədi    | (d̪ʌs)   | *padi              | *pak-tu          |
Las formas entre paréntesis son préstamos indoiranios.